# J.C.R. Licklider
Joseph Carl Robnett Licklider, även känd som J.C.R. eller Lick, född 11 mars 1915 i St Louis i Missouri, död 26 juni 1990 i Arlington i Massachusetts, var en amerikansk psykolog och datavetare. Han är en av de viktigaste personerna inom datavetenskap och datorhistoria och har omtalats som "internets fader".

## Biografi
J.C.R. Licklider disputerade i psykoakustik vid University of Rochester 1942. Några år senare kom han att intressera sig för informationsteknologi och flyttade till Massachusetts Institute of Technology där han 1950 fick en tjänst som docent. På MIT arbetade han med att bygga upp det datoriserade amerikanska luftförsvarssystemet SAGE (Semi-Automatic Ground Environment).
Datorerna var vid denna tid stora räknemaskiner men Licklider trodde att det i framtiden skulle finnas fler användningsområden. Redan år 1960 föreslog han tangentbord och skärmar som man skulle använda som griffeltavlor. Han hade även idéer om röstigenkänning, men för att åstadkomma dessa visioner krävdes ett tidsdelningssystem, så att flera användare skulle kunna använda datorerna samtidigt. Han kallade denna tanke för "thinking centers" ("tankecentraler"), en slags datorer med funktionen av ett bibliotek som man skulle kunna bygga upp nätverk kring. Licklider ansåg att människan ägnade alltför stor del av sin tid åt förberedande sysslor istället för riktigt arbete och dessa "thinking centers" skulle kunna avlasta människor och göra dem mer effektiva.
När myndigheten Advanced Research Projects Agency (ARPA) som senare blev DARPA) startade sin avdelning för IT-innovationer (IPTO) fick J.C.R Licklider tjänsten att leda arbetet. Han fick därmed en möjlighet att omsätta sina tankar till verklighet. Han fick medel att stödja den forskning som han såg som relevant och som låg i linje med de tankar han själv hade formulerat kring datortekniken. Denna möjlighet till finansiering ledde till att universitet kunde börja genomföra doktorandprojekt i datorvetenskap, något som aldrig tidigare hade gjorts. Innan Lickliders arbete på ARPA fanns det ingen i USA som hade disputerat i datorvetenskap. Han la därmed grunden till den amerikanska datorvetenskapen som eget ämne.
I ett memo till Pentagon 1962 menade han att det USA behövde var ett parallellt system för kommunikation, i händelse av att Sovjetunionen skulle bomba det centraliserade telefonnätet. Hans förslag var ett "intergalaktiskt nätverk" där datorer över hela världen skulle kunna prata med varandra, decentraliserat. Förslaget hade många likheter med dagens internet. I praktiken innebar förslaget att alla ARPA:s datorer med tidsdelningssystem skulle sättas samman till ett nationellt system. Han menade även att program inte behövde finnas på varje dator, utan i själva nätverket. Han hade dock inga konkreta förslag på hur det skulle genomföras i praktiken.
Året därpå, 1963, blev Licklider chef över Defense Advanced Research Projects Agency (DARPA), som sedermera kom att skapa föregångaren till internet: Arpanet. 1964 lämnade han sin tjänst på DARPA och kom sedan att arbeta som konsult för IBM och som professor vid MIT. Hans efterträdare Robert Taylor tog över stafettpinnen och de följande åren började Lickliders idéer förverkligas. Licklider avled 1990 och fick därmed aldrig se sina visioner om användarvänliga datorer och ett internetsamhälle förverkligas eftersom internet slog igenom på bred front i mitten av 1990-talet.
J.C.R Licklider blev 2013 postumt invald i Internet Hall of Fame.